# Ōmihachiman
Ōmihachiman (jap. 近江八幡市 Ōmihachiman-shi) – miasto w Japonii, na wyspie Honsiu, w prefekturze Shiga.
W marcu 2010 r. do miasta zostało przyłączone Azuchi.

## Położenie
Miasto leży we wschodniej części prefektury, na wschód od jeziora Biwa, graniczy z:
- Higashiōmi;
- Yasu.

## Miasta partnerskie
- Korea Południowa: Miryang,
- Stany Zjednoczone: Grand Rapids i Leavenworth

## Historia
Miasto leży na terenie dawnej prowincji Ōmi. Miasto powstało 31 marca 1954.